# واگایت بیچ
واگایت بیچ (به انگلیسی: Wagait Beach) شهرکی واقع در ایالت قلمرو شمالی در استرالیاست. این شهرک در ۱۲۸ کیلومتری (۸۰ مایلی) غرب داروین قرار دارد.